# Huo Chengjun
Huo Chengjun, född okänt år, död 54 f.Kr., var en kinesisk kejsarinna, gift med kejsar Han Xuan. 
Hon var dotter till regenten Huo Goang. Hon gjorde flera försök att mörda sin styvson tronföljaren på order av sin mor. Hennes mor Xian avslöjade för sina söner och sonsöner att hon hade mördat kejsarens första maka, hennes dotters företrädare som kejsarinna. Hennes söner och sonsöner bildade en konspiration för att mörda kejsaren i fruktan för vad som skulle ske om han fick reda på deras mors hemlighet. Konspirationen misslyckades och kejsarinnans familj avrättades. Själv förvisades hon till ett avlägset palats. Hon begick självmord.  